# N26 (bank)
N26 is een Duitse internationaal actieve bank die in 2013 als FinTech start-up is gestart. Het bedrijf heeft zijn hoofdkantoor gevestigd in de Duitse hoofdstad Berlijn en is actief in 24 landen binnen Europa.
De producten van N26, zoals betaalrekening en betaalpas, zijn alleen via een mobiele app en internetbankieren te beheren en N26 noemt zichzelf dan ook De Mobiele Bank. De bank heeft wereldwijd meer dan 7 miljoen klanten, vooral particulieren en kleine zelfstandigen.